# Borcsic
Borcsic (szlovákul Borčice) község Szlovákiában, a Trencséni kerületben, az Illavai járásban.

## Fekvése
Illavától 10 km-re délnyugatra, a Vág jobb oldalán fekszik.

## Története
1238-ban „Bork” néven említik először. 1376-ban „Borsich”, 1496-ban „Borchycz” néven tűnik fel a dokumentumokban. Trencsén várának tartozéka, később helyi nemesek birtoka volt. 1598-ban 28 ház állt a faluban. 1720-ban 13 adózó háztartása volt. 1784-ben 41 házában 229 lakos élt.
A 18. század végén Vályi András így ír róla: „BORCZICZ. vagy Borsitz. Tót falu Trentsén Vármegyében, birtokosa Ugró, Tarnóczy, Novitz, és Borsiczky Urak, lakosai katolikusok, szántó földgyei bőven termők, legelője, és réttyei jók, első Osztálybéli.”
1828-ban 33 háza és 302 lakosa volt. Lakói főként mezőgazdasággal foglalkoztak.
Fényes Elek 1851-ben kiadott geográfiai szótárában így ír a faluról: „Borcsics, tót falu, Trencsén vgyében, a Vágh jobb partján: 255 kath., 27 zsidó lak. Ékesiti az uraság kastélya; termékeny jó határral bir. F. u. Ugronovich.”
A trianoni békéig Trencsén vármegye Puhói járásához tartozott.

## Népessége
| Év:            | 1994. | 2004.   | 2014.    | 2024.    |
| -------------- | ----- | ------- | -------- | -------- |
| Emberek száma: | 392   | 377     | 535      | 752      |
| Eltérés:       |       | -3,82 % | +41,90 % | +40,56 % |

| Év:            | 2023. | 2024.   |
| -------------- | ----- | ------- |
| Emberek száma: | 746   | 752     |
| Eltérés:       |       | +0,80 % |

1910-ben 231 lakosából 217 szlovák és 2 magyar anyanyelvű lakosa volt.
1970-ben 519 lakosából 511 szlovák és 2 magyar volt.
1991-ben 396 lakosából 395 szlovák volt.
2001-ben 374 lakosából 370 szlovák volt.
2011-ben 420 lakosából 416 szlovák volt.
2021-ben 712 lakosából 671 (+1) szlovák, (+1) ruszin, 7 (+1) egyéb és 34 ismeretlen nemzetiségű volt.

## Nevezetességei
- A temetőben álló kápolna 1754-ben épült barokk stílusban.
- 18. századi barokk szobor a temetőben.
- Kastélya barokk alapokon 1815-ben épült klasszicista stílusban.